# Eslövs AI
Eslövs AI est un club de tennis de table suédois implanté dans la ville d'Eslöv dans le Sud de la Suède.
Il a remporté à 10 reprises le championnat national de Suède, entre 2005 et 2015. 
Le club a été finaliste de la Ligue des champions de tennis de table 2015-2016, s'inclinant en finale au set-average contre le club français de AS Pontoise-Cergy TT, après avoir remporté le match aller sur le score de 3-1.

## Palmarès
- Ligue des champions :
  - Finaliste en 2016
- ETTU Cup (1) :
  - Vainqueur en 2015
- Championnat de Suède (11) :
  - Champion de 2005 à 2016